# Tonatiuh
Pour les articles homonymes, voir Tonatiuh (homonymie).

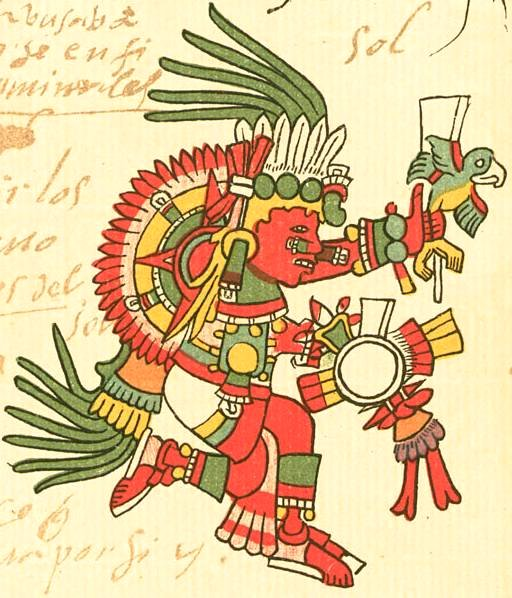
Représentation de Tonatiuh dans le Codex Telleriano-Remensis.

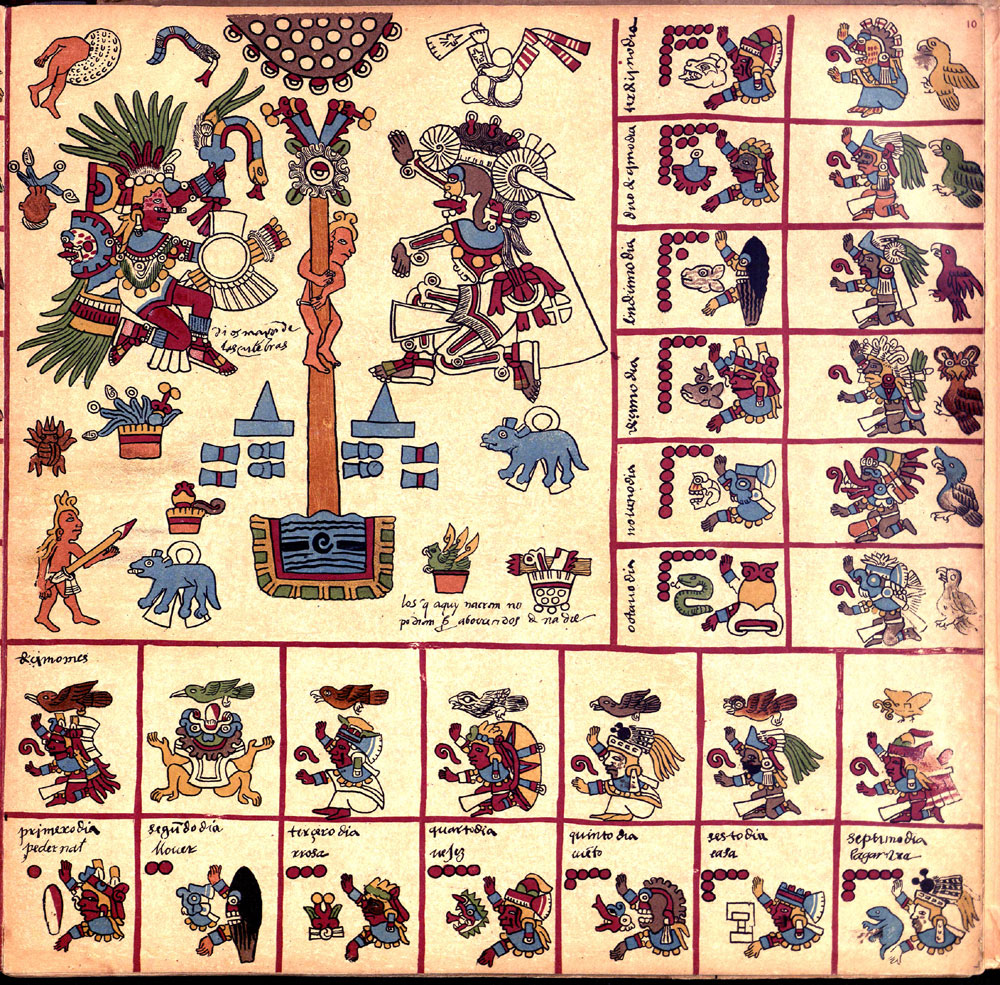
Tonatiuh, avec à sa droite Mictlantecuhtli, le dieu de la mort (Codex Borbonicus, p.10).

Tonatiuh (Nahuatl : Olīn Tōnatiuh, « ça se meut, ça va en émettant de la lumière et de la chaleur ») dans la mythologie aztèque désignait le dieu personnifiant le soleil. 
Les Aztèques le considéraient comme le chef de Tollan. Il était aussi connu comme le cinquième soleil, ayant pris selon les croyances aztèques la relève du quatrième soleil après que celui-ci fut expulsé du ciel. D'après la cosmogonie aztèque, chaque ère cosmique avait son propre dieu Soleil, et nous serions dans la cinquième, celle de Tonatiuh. Le dieu demandait des sacrifices humains comme tribut, sinon il refuserait de se mouvoir à travers le ciel. D'après les récits, il est dit que 20 000 personnes étaient sacrifiées chaque année à Tonatiuh et à d'autres dieux. Les Aztèques étaient fascinés par le soleil, au point d'en faire une observation méticuleuse et d'avoir mis au point un calendrier solaire, second en précision à l'époque derrière celui de la civilisation maya. Plusieurs monuments aztèques présentent des structures alignées suivant le mouvement du soleil.
Dans le calendrier aztèque, Tonatiuh est le seigneur de la 6e treizaine de jours appelée « Miquiztli », depuis « 1 Mort » jusqu'à « 13 Silex ». La treizaine précédente étant gouvernée par la déesse des rivières et des lacs Chalchiuhtlicue, et la treizaine suivante par le dieu de la pluie Tlaloc.